# Antonio Pesenti (senatore)
Antonio Pesenti (Alzano Lombardo, 16 giugno 1880 – Bergamo, 12 agosto 1967) è stato un politico e imprenditore italiano.

## Biografia
Figlio di Luigi, terzogenito del fondatore della dinastia industriale dei Pesenti, nel 1911 prende le redini della società Italcementi come consigliere delegato, dando un notevole impulso alla sua già affermata attività e diventandone presidente dal 1933 al 1945. Ha presieduto la Federazione nazionale dei produttori di cemento, calce, gesso e laterizi, il Banco di Roma e il Banco italo-egiziano. 
È stato anche presidente della società di calcio dell'Atalanta dal 1930 al 1932.